# Drugeac
Drugeac är en kommun i departementet Cantal i regionen Auvergne-Rhône-Alpes i mitten av Frankrike. Kommunen ligger  i kantonen Mauriac som ligger i arrondissementet Mauriac. År 2022 hade Drugeac 323 invånare.

## Befolkningsutveckling
Antalet invånare i kommunen Drugeac
Referens:INSEE